# Marcellus (Lot-et-Garonne)
Marcellus é uma comuna francesa na região administrativa da Nova Aquitânia, no departamento Lot-et-Garonne. Estende-se por uma área de 11,73 km². Em 2010 a comuna tinha 867 habitantes (densidade: 73,9 hab./km²).